# Syrrhopodon spiculosus
Syrrhopodon spiculosus är en bladmossart som beskrevs av W. J. Hooker och Greville 1825. Syrrhopodon spiculosus ingår i släktet Syrrhopodon och familjen Calymperaceae. Inga underarter finns listade i Catalogue of Life.